# Arcuatopterus
- Commons
- Wikispecies

Arcuatopterus é um género botânico pertencente à família Apiaceae.